# カミツレモドキ
カミツレモドキ（加密列もどき、学名: Anthemis cotula） は、キク科に分類される植物の一種。ヨーロッパ原産で、日本を含む世界の温帯地域に外来種として定着している。「カツミレモドキ」という表記もまれに見受けられるが誤りである。中国名は臭春黃菊。

## 分布・生育地
ヨーロッパの広い地域と北アフリカの一部地域を原産地とする。
アフリカ、アジア（日本を含む）、南北アメリカ、オセアニアに移入分布する。
牧草地、道端、荒地、畑などの環境に生育する。日本では散発的に出現したものが見られる。

## 特徴
一年生植物。全体に悪臭がある。茎は多くの枝に分かれて、直立または斜めの立ち上がり、草丈は20 - 40センチメートル (cm) になる。葉は羽状複葉で互生し、2 - 3回羽状に深裂して、裂片はやや立体的になる。最終裂片は細く、幅0.5 - 0.8ミリメートル (mm) ほどである。
花期は夏（6 - 9月）で、頭状花（頭花）を茎の先に1つずつ咲かせる。頭花は径1.5 - 2.5 cmで、周囲につく白い舌状花は15個以内で、中心に黄色い筒状花が多数集まる。舌状花は雄蕊、雌蕊ともない。中心部の筒状花の集まりは、はじめは円盤状であるが、のちに中央が高まって高さが横径よりも高くなる。筒状花は両性で、冠毛はない。花床は円錐形で、その上半分に白色の細い鱗片がつく。総苞片はおおよそ3列に並び、乾燥した膜質で外面に毛がある。果実には不明瞭な10本の筋がある。
シカギク属（Matricaria、別名カミツレ属）とはどれも外観が似ているが、花床にはまったく鱗片がない点で、本種カミツレモドキとは明確に区別される。

## 外来種問題
日本では1931年（昭和6年）に神奈川県横浜市で初めて確認され、観賞用・薬用として全国に拡大した。和名は横浜の採集品から、久内清孝が名付けた。
雑草としても問題になるが、異臭を放つため牧草地や農作地に発生すると、乳牛（牛乳）や農作物の商品価値を低下させる。また、人間の皮膚炎の原因ともなり、草刈り時にかぶれたりする。耕起や除草などの管理をしっかり実施すれば、防除は可能である。
外来生物法により要注意外来生物に指定されている。